# Deus vult

"Deus lo vult" je motto Řádu Svatého Hrobu

Deus vult (latinsky „Bůh to (tak) chce“) bylo spontánní zvolání lidu po promluvě papeže Urbana II. na koncilu v Clermontu, kterou roku 1095 vyhlásil první křížovou výpravu. V této promluvě se papež pozitivně vyjádřil k žádosti Byzantské říše, která žádala o pomoc proti invazi Seldžucké říše do Anatolie. Zmínka o tomto zvolání, které se mělo později stát jakýmsi bojovým pokřikem výpravy se zmiňuje Robert Mnich (naopak u dalších dobových autorů o něm není zmínka). Často se objevuje varianta zvolání Deus lo volt, Deus lo vult (pozdní, resp. středověká latina), případně Dieu le veut (francouzština) atd.
Deus lo vult je také motto Rytířského Řádu Svatého Hrobu v Jeruzalémě, katolického rytířského řádu.